# Jan Szczęsny Herburt

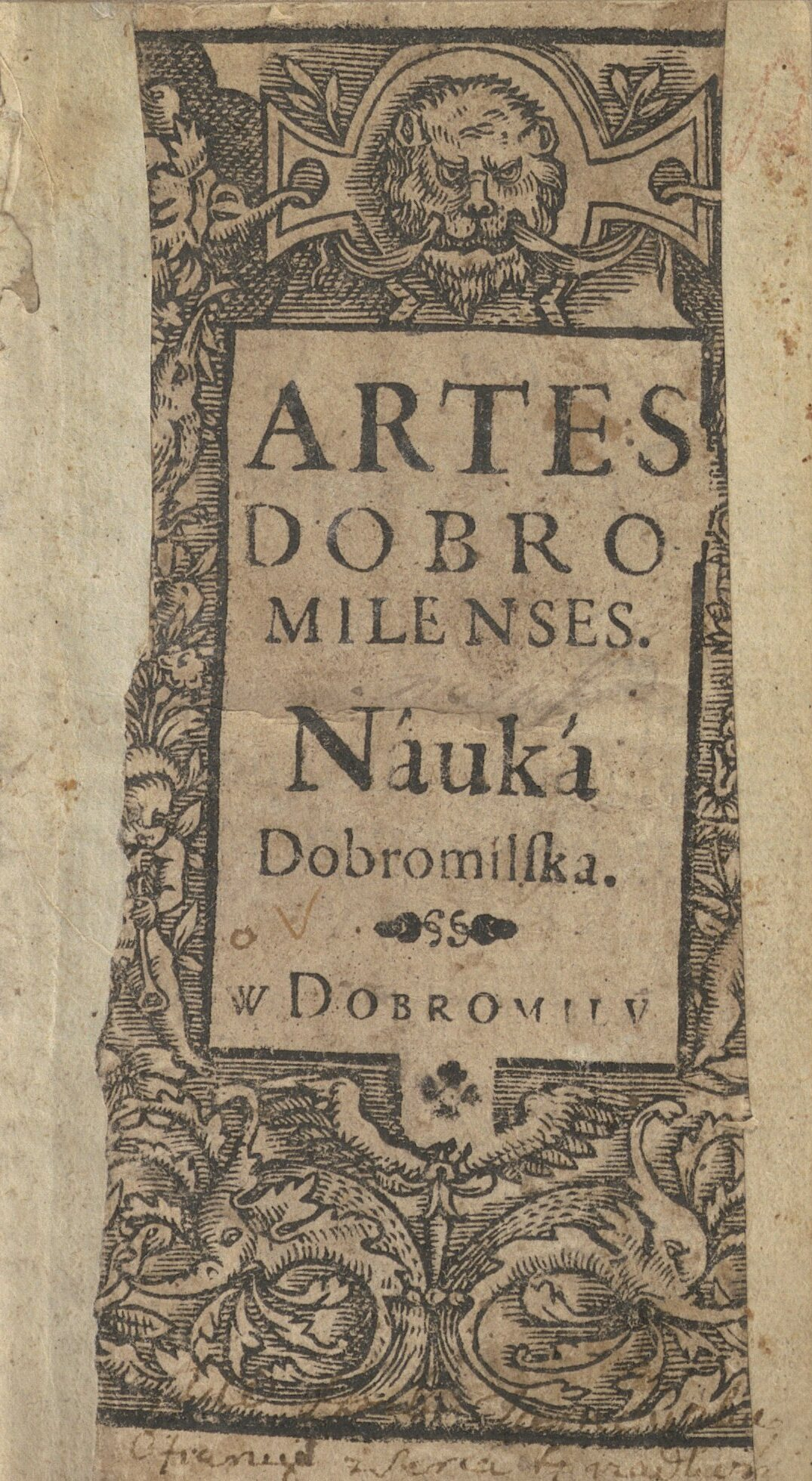
Artes Dobromilenses, nauka dobromilska 1613

Jan Szczęsny Herburt, inne formy nazwiska: Dobrowolski, Herbort, Herbułt (ur. 12 stycznia 1567, zm. 31 grudnia 1616 w Dobromilu), pisał pod pseudonimami: Andrzej Maczuski, Piotr Grzegorzkowic, Lew Herburt – starosta dobromilski, i wiszeński, starosta mościski w 1578 roku, sekretarz królewski w 1590/1591 roku, polski pisarz polityczny (rokoszowy), poeta, wydawca, dyplomata i poseł na Sejm.

## Życiorys
Był synem Jana Herburta. Gruntowne wykształcenie uzyskał, studiując w Akademii Krakowskiej a następnie w Ingolsztacie i w Lejdzie. Sam siebie nazywał Rusinem. W swojej polityce popierał stronnictwo kanclerza Jana Zamoyskiego, wziął udział w wielu misjach dyplomatycznych (do Szwecji, Anglii, Państwa Kościelnego oraz Imperium osmańskiego). Poseł na sejm konwokacyjny 1587 roku z województwa ruskiego, podpisał akt konfederacji generalnej. Poseł na sejm 1590 roku z ziemi przemyskiej, poseł na sejm 1590/1591 roku z ziemi lwowskiej.
Początkowo był stronnikiem Króla Zygmunta III Wazy, następnie jego oponentem, był jednym z przywódców tzw. rokoszu Zebrzydowskiego w roku 1607, uwięziony przez rojalistów w latach 1607-1609. Jako wydawca miał kłopoty z cenzurą królewską w okresie kontrreformacji. Był autorem wielu pism politycznych antymagnackich i antyjezuickich. W rozważaniach politycznych bronił polemicznie obrządku prawosławnego przeciwko Unii oraz Rusinów, pisał piosenki w gwarze rusińskiej. Wydał m.in. przywilej budowy cerkwi w Mościskach w roku 1604, cerkiew wybudowano w roku 1611. Drukował w Dobromilu m.in. pisma Wincentego Kadłubka oraz 6 tomów Kronik Jana Długosza. Wydane w Dobromilu książki sygnował herbem Herburt oraz hasłem "Prawdą a Pracą". Toczył spory z Wapowskimi i Stadnickimi. Przez historiografów określony później mianem uczonego warchoła. Miał syna: Jana Lwa Herburta (ur. 1603, zm. 1631), właściciela ziemskiego, oraz córki: Aleksandrę (żona Samuela Koniecpolskiego) i Katarzynę.

## Twórczość

### Ważniejsze utwory
- Panegiricus... Joanni Zario Zamoiscio, Ingolstadt 1585, drukarnia W. Eiler, (wyd. wraz z pismami innych autorów na część Zamoyskiego)
- Przemowa Imci P. J. Szczęsnego Herburta... na sejmiku wyszyńskim na ten czas, gdy się wrócił z poselstwa tureckiego 1589, rękopis Biblioteki Czartoryskich nr 1577
- Epigramaty (jeden pt. Potrójny o sobie), wyd. przy P. Ciekliński Potrójny, Zamość 1597, drukarnia M. Łęski; dwa epigramaty przedr. J. Tuwim Cztery wieki fraszki polskiej, Warszawa 1937, s. 85; wyd. 2 Warszawa 1957
- Jezuita, powst. 1606-1607, (satyra przeciw P. Skardze, wiadomość zob. M. Wiszniewski Historia literatury polskiej, t. 8, Kraków 1851, s. 245)
- Praktyka rakuska (wiersz), fragmenty ogł. H. Juszyński Dykcjonarz poetów polskich, t. 1, Kraków 1820; M. Wiszniewski Historia literatury polskiej, t. 7, Kraków 1845, s. 126
- Przyczyny wypowiedzenia posłuszeństwa Zygmuntowi, królewicowi szwedzkiemu, powst. 24 czerwca 1607, wyd. H. Schmitt "Rokosz Zebrzydowskiego", Dziennik Literacki 1857, nr 23-44 i odb. Lwów 1858, s. 497-502; J. Czubek Pisma polityczne z czasów rokoszu Zebrzydowskiego, t, 3, Kraków 1918
- Herkules (tytuł pierwotny: Gadka Hrycia z Fortuną. Poemat proza i wierszem), powst. 1607, wyd. wraz z Herkulesem słowieńskim K. Miaskowskiego przy: Piotr Grzegorzkowic Wizerunek utrapionej Rzeczypospolitej (nazwisko P. Grzegorzkowic mogło być pseudonimem J. S. Herburta), wyd. Dobromil 1612, wyd. następne Dobromil 1616; fragmenty przedr. M. Wiszniewski Historia literatury polskiej, t. 7, Kraków 1845, s. 117-125
- Strzała... którą Korona Polska... do dziatek swych stanu rycerskiego wypuściła, powst. 1608 (według W. Dobrowolskiej), wyd. J. Czubek Pisma polityczne z czasów rokoszu Zebrzydowskiego, t, 2, Kraków 1918
- Punkta podane od jegomości pana Szczęsnego Herburta, Kraków 1608, przedr. J. Czubek Pisma polityczne z czasów rokoszu Zebrzydowskiego, t, 3, Kraków 1918, (punktów jest 8, podczas gdy identyczny z tym utworem Skript Herburta z więzienia – w rękopisie niegdyś biblioteki w Petersburgu, nr 46 ze zbiorów J. A. Załuskiego Silva rerum XVII w. – zawierał punktów 9), fragmenty red. pt. Pismo... za którym chciał być z więzienia wolny, ogł. H. Malewska Listy staropolskie z epoki Wazów, Warszawa 1959
- Victoriae Kozakorum Nisoviorum de Tartaris Tauricanis in a. 1608. Narratio Herburthi, rękopis Biblioteka Czartoryskich nr 1577
- Tenże Herburt przysięga na zamku krakowskim przed grobem św. Stanisława 20 marca 1609, rękopis Biblioteka Czartoryskich nr 1577
- Jan Szczęsny Herburt z więzienia wolny na sejmie warszawskim a. 1609, rękopis Biblioteka Czartoryskich nr 1577
- Pan Szczęsny Herburt przeprasza króla Imci po rokoszu w Lublinie do Moskwy idącego 1609, rękopis Biblioteka Czartoryskich nr 1577
- Rada potrzebna dnia 8 maja od Imp. Herburta roku 1610 wydana na sejmik wiśnieński, rękopis Biblioteka Czartoryskich nr 1577
- Sposób obwarowania się i obrony od Tatar... podany, rękopis Biblioteka Czartoryskich nr 1577
- Discurs... ex vinculis Cracoviae, rękopis Biblioteka Czartoryskich nr 1577
- Przepraszanie po rokoszu JKMci uczynione od Pana Szczęsnego Herburta z Dobromiela 1613 na konfederackim sejmie, co go ino 3 niedziele były, wyd. W. A. Maciejowski Piśmiennictwo polskie, t. 3 dod., Warszawa 1852, s. 283-285; K. Mecherzyński Historia wymowy w Polsce, t. 1, Kraków 1856, s. 575-577
- Zdanie o narodzie ruskim spisane podczas konfederacji moskiewskiej od Pana Szczęsnego Herburta, dobromilskiego, wiśnieńskiego, mościckiego starosty, powst. 1613 (według L. Szczerbickiej ok. 1611), wyd. Dokumienty objasniajuszczije istoriju zapadno-russkogo kraja, Petersburg 1865, s. 214-228; przedr. W. Lipiński "Echa przeszłości. IV. Jan Szczęsny Herburt w obronie Rusi", Z dziejów Ukrainy. Księga pam. ku czci W. Antonowicza, P. Święcickiego i T. Rylskiego, Kijów 1912, s. 92-96; fragmenty ogł. W. Sobieski "Dymitr Samozwaniec a Polska" w książce Studia historyczne. Król a car, Lwów 1912, s. 129-130; rękopis Biblioteka Czartoryskich, Teki Naruszewicza, t. 107

### Przekłady
- О przyjaźni i przyjaciołach, Dobromil 1611-1616 (według Estreichera), edycja nast.: wyd. S. F. Żukowski, Wilno 1817, (kompilacja przekł. z dzieł Cycerona, Platona, Plutarcha. Wyd. pod nazwiskiem Andrzeja Maczuskiego, które według S. Bodniaka jest pseudonimem J. S. Herburta)

### Prace edytorskie
- S. Orzechowski Annales... Adiunximus vitam Petri Kmitae, Dobromil 1611, drukarnia J. Szeliga
- W. Kadłubek Historia Polonica, Dobromil 1612, drukarnia J. Szeliga
- W. Kicki Dialog o obronie Ukrainy, Dobromil 1615
- J. Długosz Historia Polonica (ks. 1-4), Dobromil 1614, drukarnia J. Szeliga; wyd. następne (ks. 1-6) Dobromil 1615, (edycja przerwana zakazem Zygmunta III)

### Listy i materiały
- Korespondencja z J. Zamoyskim z lat 1591-1605, rękopisy Biblioteka Zamoyskich, obecnie w Archiwum Głównym Akt Dawnych w Warszawie; fragmenty ogł. A. Sokołowski "Jan Szczęsny Herburt, pierwszy wydawca Kroniki Długoszowej", Biblioteka Warszawska 1883, t. 2-3
- Do Mikołaja Herburta, Jaworów, 26 maja 1604, rękopis Biblioteka Czartoryskich nr 439; fragmenty ogł. W. Łoziński Prawem i lewem, t. 2, wyd. 2 Lwów 1904, s. 173-174; wyd. 4 Lwów 1931; wyd. 5 Kraków 1957
- Do Zygmunta III, 7 lipca 1606, rękopis Biblioteki Narodowej nr 3083, fragmenty ogł. L. Szczerbicka "Jan Szczęsny Herburt – zarys monografii", Ze studiów nad literaturą staropolską, Wrocław 1957, Studia Staropolskie, t. 5
- Do M. Szyszkowskiego, 1606, rękopis Biblioteka Czartoryskich, Teki Naruszewicza t. 101, s. 5; rękopis Biblioteka Czartoryskich nr 1577
- Listy do: Marcina z Kłecka, prawdopodobnie 1606; papieża Pawła V, 1616; Tomasza Tretera; Jerzego Zbaraskiego, rękopis Biblioteka Czartoryskich nr 1577, s. 189-191; Biblioteka Ossolińskich nr 231 (zaginął w latach 1939-1945); Biblioteka Czartoryskich, Teki Naruszewicza t. 103, s. 928-933; fragmenty ogł. W. Lipiński "Echa przeszłości. IV. Jan Szczęsny Herburt w obronie Rusi", Z dziejów Ukrainy. Księga pam. ku czci W. Antonowicza, P. Święcickiego i T. Rylskiego, Kijów 1912, s. 85-86; W. Dobrowolska "Młodość Jerzego i Krzysztofa Zbaraskich", Rocznik Towarzystwa Przyjaciół Nauk w Przemyślu, t. 7 (1926/1927) i odb., Przemyśl 1926, s. 179-181
- Listy do "królowej szwedzkiej" i do królowej Konstancji, 1608, rękopis Biblioteka Czartoryskich, Teki Naruszewicza t. 104, nr 122, s. 581-582; nr 124, s. 585
- Listy od i do biskupa przemyskiego S. Siecińskiego (m.in. w obronie drukarni dobromilskiej), rękopisy: (kopia z archiwum heilsberskiego) Muzeum Czartoryskich nr 439, s. 1527-1528; Ossolineum nr 231, k. 143 (zaginął w latach 1939-1945); fragmenty ogł. W. Łoziński Prawem i lewem, t. 2, wyd. 2 Lwów 1904, s. 201; W. Lipiński "Echa przeszłości. IV. Jan Szczęsny Herburt w obronie Rusi", Z dziejów Ukrainy. Księga pam. ku czci W. Antonowicza, P. Święcickiego i T. Rylskiego, Kijów 1912, s. 89-90, 92
- Do W. Gembickiego, wiadomość zob. E. Barwiński, L. Birkenmajer, J. Łoś Sprawozdanie z poszukiwań w Szwecji, Kraków 1914, s. 193
- Od Jerzego Zbaraskiego, 1609, wyd. A. Sokołowski "Listy księcia Jerzego Zbaraskiego, kasztelana krakowskiego", Scriptores Rerum Polonicarum, t. 5 (1880), s. 159-160; rękopisy: Biblioteka Czartoryskich nr 1577, s. 189-191; Biblioteka Ossolińskich nr 231 k. 280-282 (zaginął w latach 1939-1945); Biblioteka Czartoryskich, Teki Naruszewicza t. 103, s. 928-933; fragmenty ogł. W. Łoziński Prawem i lewem, t. 2, wyd. 2 Lwów 1904, s. 191-192
- Od papieża Pawła V, rękopis: znajdował się w bibliotece w Petersburgu, Biblioteka Czartoryskich nr 1577, (odpowiedź zob. Listy do: Marcina z Klecka, prawdopodobnie 1606; papieża Pawła V, 1616..., rękopis)
- List polecjący Anny Jagiellonki do palatyna reńskiego, 1583, wyd. A. Kraushar "J. S. Herburt z Fulsztyna, pierwszy wydawca dziejopisarzy średniowiecznych", Sprawozdanie Towarzystwa Naukowego Warszawskiego, Wydz. I, II 1916
- Listy króla Imci do pana wojewody krakowskiego i innych panów senatorów o praktykach pana Szczęsnego Herburta z Gabrielem Batorym, rękopis Biblioteki Czartoryskich nr 1577
- List przyczynny do Króla JMci od synodu za P. J. Herburtem, Piotrków, 15 sierpnia 1607, rękopis Biblioteka Czartoryskich, Teki Naruszewicza t. 103, nr 159, s. 665 nn.
- Od S. Żółkiewskiego, Tarnawa, 17 listopada 1593, wyd. T. Xże L. (T. Lubomirski) w: S. Żółkiewski Listy, Kraków 1868
- Akt nadania przez J. Szczęsnego Herburta prawa wzniesienia cerkwi w Mościskach, dat. Mościska, 12 stycznia 1604, ogł. A. Wybranowski Ongi w dworach i dworkach szlacheckich, Kraków 1898, s. 39-40
- Akty ugody między drukarzem Janem Szeligą oraz księgarzem Janem Policiusem w sprawie wydania Kroniki J. Długosza, zatwierdzone przez J. S. Herburta w Dobromilu 18 listopada 1615, ogł. W. Łoziński "Spór drukarza z księgarzem w roku 1616", Kwartalnik Historyczny 1889
- Ceduła wystawiona J. Szelidze w Dobromilu 31 stycznia 1616, ogł. W. Łoziński "Spór drukarza z księgarzem w roku 1616", Kwartalnik Historyczny 1889

### Utwory o autorstwie niepewnym
- Votum katolika jednego o jezuitach, powst. 1606, wyd. J. Czubek Pisma polityczne z czasów rokoszu Zebrzydowskiego, t. 2, Kraków 1918, (autorstwo według A. Brücknera)
- Rewersał listu szlachcica jednego do drugiego pisany, w którym się obmawia, że nie przybył na sejmik w Opatowie pro 16 Martii 1606 złożony, o którym zdanie swe i dyskursy różne przydawa, wyd. Athenaeum 1841, t. 2, s. 8; J. Czubek Pisma polityczne z czasów rokoszu Zebrzydowskiego, t. 2, Kraków 1918, (autorstwo według A. Brücknera; przeczą temu: J. Krupiński i L. Szczerbicka)
- Skrypt o słuszności zjazdu stężyckiego, powst. wiosna 1606, wyd. J. Czubek Pisma polityczne z czasów rokoszu Zebrzydowskiego, t. 2, Kraków 1918, (autorstwo według A. Brücknera; przeczy temu L. Szczerbicka; J. Czubek upatrywał autora w Mikołaju Zebrzydowskim lub Macieju Smoguleckim)
- Przemowa do panów senatorów (wiersz), powst. wrzesień 1606, wyd. J. Czubek Pisma polityczne z czasów rokoszu Zebrzydowskiego, t. 1, Kraków 1916, (autorstwo wątpliwe według W. Dobrowolskiej; nie jest to utwór J. S. Herburta według L. Szczerbickiej)
- Rozmowa o rokoszu, powst. 1606, wyd. H. Schmitt Rokosz Zebrzydowskiego, Lwów 1858 dod. s. 53; J. Czubek Pisma polityczne z czasów rokoszu Zebrzydowskiego, t. 2, Kraków 1918; fragm. (wypis) współczesny Rozmowie pt. Jezuitom i inszym duchownym respons... – wyd. J. Czubek Pisma polityczne z czasów rokoszu Zebrzydowskiego, t. 3, Kraków 1918, (autorstwo według A. Brücknera; przeczą temu J. Krupiński i L. Szczerbicka)
- Reskrypt ślachcica jednego na ów skrypt, który przeciwko Zebrzydowskiemu... jakiś gregoryanek wydał: "Otóż tobie rokosz", powst. 1606, wyd. J. Czubek Pisma polityczne z czasów rokoszu Zebrzydowskiego, t. 2, Kraków 1918, (odpowiedź na pisemko P. Skargi Otóż tobie rokosz. Autorstwo według A. Brücknera)
- Na pismo powtarzające ludzie cnotliwe pod tytułem "Otóż tobie rokosz", wydane na ohydę rycerstwa na rokoszu będącego, prawdziwa i krótka odpowiedź, powst. 1606, wyd. J. Czubek Pisma polityczne z czasów rokoszu Zebrzydowskiego, t. 2, Kraków 1918, (autorstwo według A. Brücknera)
- Echo o rokoszu, wyd. J. Czubek Pisma polityczne z czasów rokoszu Zebrzydowskiego, t. 1, Kraków 1916, (autorstwo: pewne według A. Brücknera; wątpliwe według W. Dobrowolskiej)
- Consilium de recuperanda pace et in posterum stabilienda pace Regni Poloniae, wyd. M. Ziemecki, 1607, (wyd. prawdopodobnie jednocześnie w 3 drukarniach); jest to rozszerzenie pisemka pt. Votum katolika...; wyd. następne: 1609; 1610; w: P. Wangen Paraleipomena, Lyon 1611; 1725; 1742; (Estreicher notuje 4 odmienne edycje z 1607, z tego dwie wyd.: Uppsala, drukarnia J. Olai Nielsenius. Według Brücknera wyd. w Uppsali nie było; tylko wyd. w 1609); przedr. J. Czubek Pisma polityczne z czasów rokoszu Zebrzydowskiego, t. 3, Kraków 1918, (niektóre z dawniejszych źródeł wskazywały na autorstwo Szymona Steniusa; według S. Załęskiego, J. Czubka, T. Grabowskiego, L. Szczerbickiej, autorem może być Jerzy Zbaraski, starosta piński; według A. Brücknera – J. S. Herburt; W. Dobrowolska popiera tezę J. Czubka, lecz nie wyklucza możliwości współpracy Herburta)
- Trąba na pospolite ruszenie przeciw jezuitom, powst. 1607, wyd. J. Czubek Pisma polityczne z czasów rokoszu Zebrzydowskiego, t. 3, Kraków 1918, (autorstwo według A. Brücknera; przeczy temu J. Krupiński)
- Listy o kontrybucyjej nowotniej o jezuitach, powst. 1607, wyd. J. Czubek Pisma polityczne z czasów rokoszu Zebrzydowskiego, t. 3, Kraków 1918, (autorstwo według A. Brücknera)
- Cenzura konstytucyj sejmowych przez posła jednego, powst. 1607, wyd. J. Czubek Pisma polityczne z czasów rokoszu Zebrzydowskiego, t. 3, Kraków 1918, (autorstwo według A. Brücknera)
- Wojna czupryny z ponta (wiersz), powst. 1607, wyd. J. Czubek Pisma polityczne z czasów rokoszu Zebrzydowskiego, t. 1, Kraków 1916, (autorstwo według A. Brücknera)
- Sumnienie mówi (wiersz), wyd. J. Czubek Pisma polityczne z czasów rokoszu Zebrzydowskiego, t. 1, Kraków 1916, (autorstwo według A. Brücknera)
- Wizerunk utrapionej Rzeczypospolitej... przy tym Herkules słowieński Kaspra Miaskowskiego, Dobromil 1612, drukarnia J. Szeliga; wyd. następne: Dobromil 1613; Dobromil 1616; pt. Obraz utrapionej Rzeczypospolitej, Kraków 1628 (edycja wątpliwa); pt. Utrapionej Rzeczypospolitej wizerunek, 1629, (przeróbka J. D. Solikowskiego Apocalipsis – powstała ok. 1588)
- Artes Dobromilenses. Nauka dobromilska, Dobromil 1613, drukarnia J. Szeliga; wyd. następne: Dobromil 1615 lub 1616, (wyd. pod imieniem Jana Lwa, syna Szczęsnego; A. Sokołowski, W. Łoziński i S. Cynarski przypisują ten utwór J. Szczęsnemu)